# Звонимировац
Звонимировац је насељено место у саставу општине Чађавица, у Вировитичко-подравској жупанији, Република Хрватска.

## Историја
Село је настало 1922. године, досељавањем вишка пољопривредног становништва из хрватског Загорја.
До територијалне реорганизације у Хрватској налазио се у саставу старе општине Подравска Слатина.

## Становништво
На попису становништва 2011. године, Звонимировац је имао 253 становника.

## Попис 1991.
На попису становништва 1991. године, насељено место Звонимировац је имало 441 становника, следећег националног састава:
| Попис 1991.‍  | Попис 1991.‍  | Попис 1991.‍ | Попис 1991.‍ | Попис 1991.‍ |
| ------------ | ------------ | ----------- | ----------- | ----------- |
|              |              |             |             |             |
| Хрвати       | Хрвати       |             | 428         | 97,05%      |
| Југословени  | Југословени  |             | 3           | 0,68%       |
| неопредељени | неопредељени |             | 4           | 0,90%       |
| непознато    | непознато    |             | 6           | 1,36%       |
| укупно: 441  |              |             |             |             |